# Communauté rurale de Gathiary
La communauté rurale de Gathiary est une communauté rurale du Sénégal située à l'est du pays. 
Elle fait partie de l'arrondissement de Kéniaba, du département de Bakel et de la région de Tambacounda.